# Kandalakscha-Bucht
Die Kandalakscha-Bucht (russisch Кандалакшский залив, finnisch Kantalahti, wörtliche Bedeutung: „Der Golf des Flusses Kanda“) ist der nordwestliche Zipfel des Weißen Meeres.
Sie ist eine der vier großen Buchten des Weißen Meeres. Sie grenzt an die Republik Karelien und an die Oblast Murmansk im Nordwesten Russlands. Die Halbinsel Kola liegt nördlich der Kandalakscha-Bucht.
In der Bucht gibt es Hunderte kleiner Eilande. An ihrem westlichen Ende erreicht die Kandalakscha-Bucht eine Tiefe von 300 m, der innere Teil der Bucht ist dagegen seicht.
Die größten Eilande in der Kandalakscha-Bucht sind: Rjaschkow, Oleni, Wolei, Weliki, Sidorow, Keret und Peschostrow.
Zuflüsse in die Bucht sind: Umba, Pila, Porja, Kolwiza, Luwenga, Niwa, Luptsche-Sawino, Kanda, Kowda und Keret.
Die Stadt Kandalakscha liegt am nördlichen Ende der Bucht; der neue Ölhafen Witino etwa 10 km südlich davon.
Das Kandalakscha-Naturreservat (russisch Кандалакшский заповедник) umfasst Teile der Küstenlinie der Bucht sowie viele der in der Bucht liegenden Inseln. Diese bilden ein wichtiges Brutgebiet für Eiderenten und andere Meeresvögel.

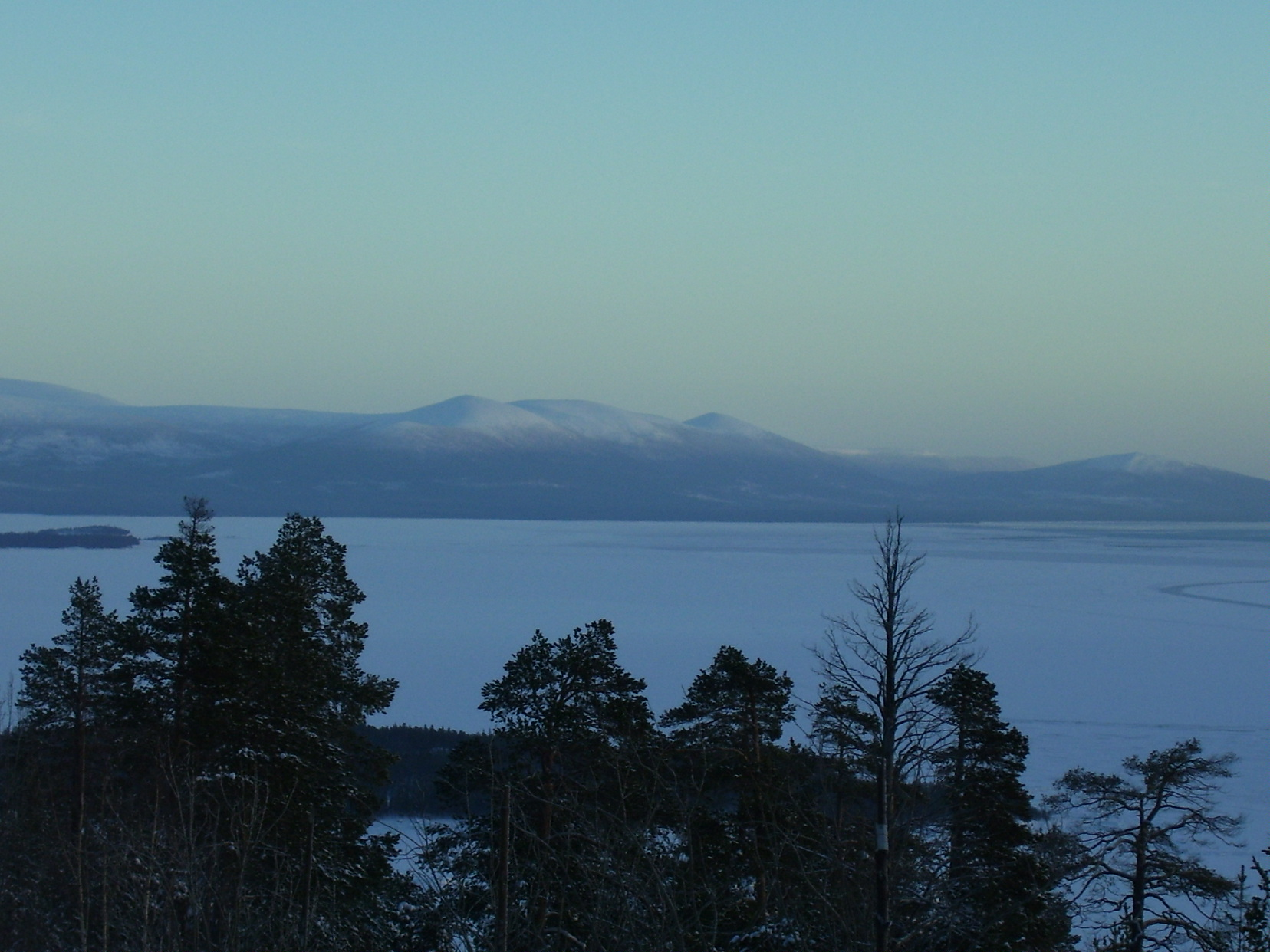